# Leonard Slater Cottrell
Leonard Slater Cottrell (* 12. Dezember 1899 in Richmond, Virginia; † 20. März 1985 in Chapel Hill, North Carolina) war ein US-amerikanischer Soziologe und 40. Präsident der American Sociological Association.
Cotrell studierten nach dem Ersten Weltkrieg an der Vanderbilt University bis zum Master-Examen Soziologie. Dann wechselte er an die Hochburg dieses Faches an die University of Chicago, wo er sich neben seiner beruflichen Tätigkeit als Bewährungshelfer weiter qualifizierte. Er experimentierte mit den statistischen Methoden, die Ernest Burgess für die Untersuchungen von Straftätern entwickelt hatte und wandte sie auf die Erforschung des Familienzusammenhanges an. 1935 ging er als Soziologie-Professor an die Cornell University. Im Zweiten Weltkrieg betrieb Cotrell gemeinsam mit Samuel Andrew Stouffer militärsoziologische Forschungen. Nach Kriegsende kehrte er an die Cornell University zurück. 1951 wurde er für 17 Jahre Forscher an der Russell Sage Foundation und am Ende seines akademischen Berufslebens zog er nach Chapel Hill und lehrte fünf Jahre lang an der dortigen University of North Carolina.
Im Jahre 1950 amtierte Cotrell als Präsident American Sociological Association. Seit 1957 war er gewähltes Mitglied der American Philosophical Society.